# كيلبويه
كيلبويه (بالإسبانية: Quilpué)‏ هي مدينة في تشيلي، تقع في Quilpué ‏، هي عاصمة Marga Marga ‏، وQuilpué ‏، بلغ عدد سكانها 147,991  نسمة وذلك حسب إحصائيات سنة 2017، تبلغ مساحتها 39.53 كيلومتر مربع.